# Lobelia cyphioides
Lobelia cyphioides là loài thực vật có hoa trong họ Hoa chuông. Loài này được Harv. mô tả khoa học đầu tiên năm 1862.